# Никольская церковь (Вилково)
Никольская церковь (Храм Святителя Николы Чудотворца) — православный храм Древлеправославной церкви Украины в городе Вилково Одесской области. Памятник архитектуры местного значения.

## История
В 1882 году вилковские старообрядцы просили о разрешении на постройку новой церкви. Это было возможно благодаря особому политическому положению придунайских старообрядцев, которые пользовались гораздо большей свободой, чем их единоверцы в других регионах Российской империи. Желание построить новый храм было обусловлено тем, что старообрядческое население Вилкова в последние десятилетия значительно возросло и старая Богородице-Рождественская церковь не могла вместить всех желающих. Кроме того, старая церковь во время наводнений была труднодоступна для жителей Ново-Вилкова, основанного в 1871 году. Эта просьба была отклонена бессарабскими губернскими властями в связи с тем, что строительство планировалось вести на средства общественной казны, то есть не только на деньги старообрядцев.

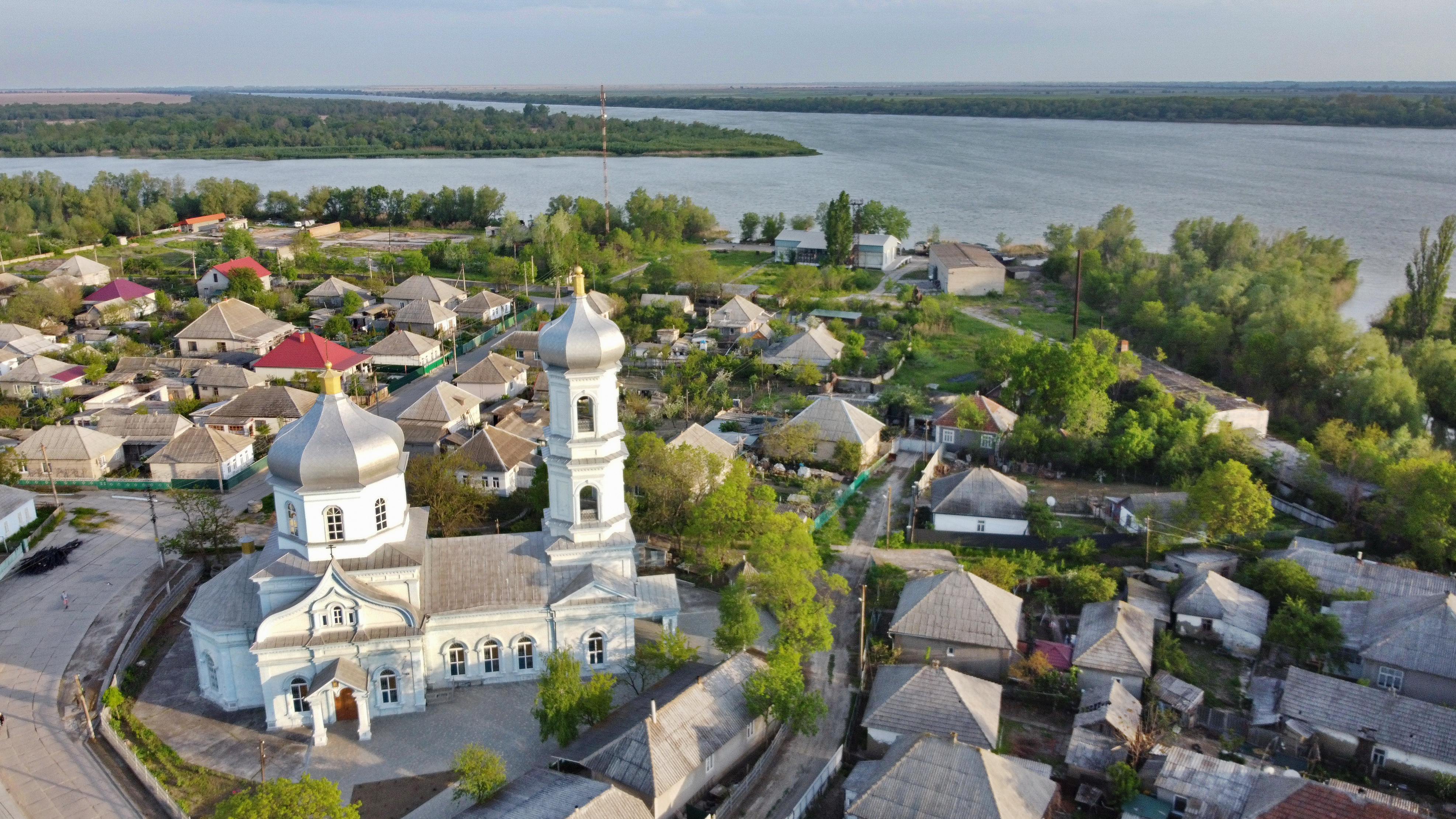
Вид с воздуха на Никольскую церковь

Не дождавшись разрешения от властей, старообрядцы начали строить церковь самовольно. В 1905 году сенатор Дурново разрешил «построить в поселке Ново-Вилково, на месте недостроенной церкви, новую деревянную и моленную с внешним видом церковь…». Тем не менее в 1907 году старообрядцы начинают строительство не деревянной, а каменной церкви, которое было окончено в 1913 году. 3 мая 1913 года храм был освящён епископом Кирилом (Политовым). 6 мая 1913 года бессарабский губернский архитектор М. С. Сероцинский осмотрел строение и признал его соответствующим нормам.
Во время Второй мировой войны и в советские годы храм не закрывался.